# 海洋漂浮蟹
海洋漂浮蟹（学名：Planes marinus）为方蟹科漂浮蟹属的动物。分布于日本、夏威夷群岛、阿姆斯特丹岛、马达加斯加岛及大西洋以及中国大陆的西沙群岛等地，生活环境为海水，多见于海洋中的漂浮物体上。